# لاله آلبانیایی
لاله آلبانیایی (نام علمی: Tulipa albanica) نام یک گونه از سرده لاله است.
این گونه در سال ۲۰۱۰ در آلبانی کشف شد.